# Kevin Willis

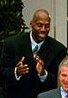
Kevin Willis, 2003.

Kevin Alvin Willis, född 6 september 1962 i Los Angeles i Kalifornien, är en amerikansk före detta professionell basketspelare (PF/C) som tillbringade 21 säsonger (1984–1988, 1989–2005 och 2006–2007) i den nordamerikanska basketligan National Basketball Association (NBA), där han spelade för Atlanta Hawks, Miami Heat, Golden State Warriors, Houston Rockets, Toronto Raptors, Denver Nuggets, San Antonio Spurs och Dallas Mavericks. Under sin karriär gjorde han 17 253 poäng (12,1 poäng per match), 1 328 assists och 11 901 rebounds, räddningar från att bollen ska hamna i nätkorgen, på 1 424 grundspelsmatcher.
Willis vann ett NBA-mästerskap, tillsammans med San Antonio Spurs, för säsongen 2002–2003.
Han draftades i första rundan i 1984 års draft av Atlanta Hawks som elfte spelare totalt.
Innan Willis blev proffs, studerade han vid Michigan State University och spelade för Michigan State Spartans basketlag. Han avlade examen i mode och textil, vilket ledde till att han och Ralph Walker, lagkamrat i Spartans, startade upp ett modehus tillsammans.